# 淨人
淨人（巴利語：kappiya-karaka；梵語：kalpiya-kāraka），佛教術語，流行於古印度，意指在佛寺中執行事務，提供無償勞務的人，他們未出家受戒，因此可以代為執行僧侶受僧律限制而不能做的日常事務。目前在南傳佛教中，仍保有此一作法。

## 定義
佛教僧團受到佛陀戒律規範，在生活上有許多受到限制之處。在佛陀時代，有一些在家居士會主動至僧團所在之處，以勞務來供奉僧團，這些在家居士後來被稱為淨人。淨人可以替僧人收受與衣物等值的金錢並代為置辦、料理食物、管理淨地（倉儲），以避免僧人違反戒律。
隨著佛教的發展，佛教僧團開始擁有自己的土地與財產，許多寺院將土地出租給佃農，這些人也被稱為淨人。這些佃農除了需要繳地租給寺院，也會為寺院服勞役。

## 古代的淨人制度
北魏時，會將罪囚與官奴配為僧祇戶（佛圖戶、寺戶），須在寺院執灑掃役和營田役，並向寺院「輸粟」（即交納穀物稅），為「淨人」制度與晉唐間「田客蔭戶部曲」制度的結合，由當時的沙門統曇曜向魏文成帝奏請獲准而建立。
在北魏之前，就有類似僧祇戶的存在，有些農民為逃避租稅或戰亂，投奔寺院尋求庇護，逐漸淪為寺院的佃戶。一些軍閥「施捨」某些地方租稅給寺院，這些地區的農民也就為寺院的佃戶。又據記載，秦主苻堅贈送僧團“奴子（僮僕）三人，可備灑掃”，這些人就成為寺院的僮僕役使。

## 外部連結
- Gregory Schopen：The Monastic Ownership of Servants or Slaves: Local and Legal Factors in the Redactional History of Two Vinayas （页面存档备份，存于）